# Peterborough County
Peterborough County ist ein County im Südosten der kanadischen Provinz Ontario. Der County Seat ist Peterborough. Die Einwohnerzahl beträgt 138.236 (Stand: 2016), die Fläche 3848,20 km², was einer Bevölkerungsdichte von 35,9 Einwohnern je km² entspricht. Das County wurde 1838 als District of Colborne gegründet und erhielt 1850 seinen heutigen Namen.
Das County liegt am nordöstlichen Rand des Greater Golden Horseshoe bzw. südlich der Ausläufer des kanadischen Schildes. Außerdem wird das County im südwestlichen Bereich von den Hügeln der Oak Ridges-Moräne durchzogen. Die wichtigsten Gewässer im County sind der Trent River, mehrere Seen der Kawartha Lakes sowie der Rice Lake, welche beide Teil des Trent-Severn-Wasserweges sind.
Im Bezirk liegen mehrere der Provincial Parks in Ontario, unter anderem als größtem von ihnen im Bezirk der Kawartha Highlands Provincial Park. Außerdem befindet sich der Petroglyphs Provincial Park, der eine National Historic Site of Canada beherbergt, im Bezirk. 
|                                 | Haliburton County                           |                 |
| Kawartha Lakes                  | Kompassrose, die auf Nachbargemeinden zeigt | Hastings County |
| Regional Municipality of Durham | Northumberland County (Ontario)             |                 |

## Administrative Gliederung

### Städte und Gemeinden
| Ort                      | Status       | Bevölkerung (2016) |
| ------------------------ | ------------ | ------------------ |
| Asphodel-Norwood         | Township     | 4.109              |
| Cavan Monaghan           | Township     | 8.829              |
| Douro-Dummer             | Township     | 6.709              |
| Havelock-Belmont-Methuen | Township     | 4.530              |
| North Kawartha           | Township     | 2.479              |
| Otonabee-South Monaghan  | Township     | 6.670              |
| Selwyn                   | Township     | 17.060             |
| Trent Lakes              | Municipality | 5.397              |

Die Stadt Peterborough gehört zwar geographisch und statistisch zum Peterborough County, untersteht aber nicht dessen Verwaltung. Sie hat den Status einer separated municipality.

### Gemeindefreie Gebiete
Im Bezirk finden sich keine gemeindefreien Gebiete.

### Indianerreservationen
- Curve Lake First Nation
- Hiawatha First Nation
- Sugar Island
- Island in the Trent Waters